# Tô Văn Vũ
Tô Văn Vũ (sinh ngày 20 tháng 10 năm 1993) là một cầu thủ bóng đá chuyên nghiệp người Việt Nam thi đấu ở vị trí tiền vệ cho câu lạc bộ Thép Xanh Nam Định.

## Sự nghiệp
Sinh ra ở Thanh Hóa, tuổi thơ cơ cực, bố mẹ đi làm xa, sau khi học hết cấp 3, Tô Văn Vũ phải chuyển vào sống ở Đồng Nai để mưu sinh cùng gia đình.  Năm 2011, anh đỗ hệ cao đẳng trường Đại học Thể dục Thể thao II, nhưng đã không nhập học vì chi phí cho cuộc sống sinh viên quá tốn kém. Sau đó, anh tiếp tục kiếm sống bằng nghề đánh giày và tranh thủ đi "đá bóng phủi".
Năm 20 tuổi, Tô Văn Vũ được một người bạn rủ đi thử việc ở U-21 Đồng Nai khi đội bóng này thiếu quân dự giải U-21 quốc gia. Chỉ sau 1 tuần, anh được ký hợp đồng và bước vào bóng đá khi đã 20 tuổi và trước đó không ăn tập ở câu lạc bộ nào. Năm 2014, câu lạc bộ Đồng Nai gặp nhiều khó khăn sau bê bối các cầu thủ bán độ, Tô Văn Vũ vẫn quyết ở lại tập luyện cùng đội trẻ. 
Giải hạng Nhất 2016 là mùa giải chuyên nghiệp đầu tiên của Tô Văn Vũ. Anh thường xuyên được đá chính và có được 2 bàn thắng. Tuy nhiên, Đồng Nai không thể thăng hạng khi để thua Nam Định ở loạt trận play-off.
Sau khi Đồng Nai giải thể, Tô Văn Vũ theo chân thầy cũ Trần Bình Sự về Becamex Bình Dương. Tại đây, anh có những năm tháng đẹp nhất của sự nghiệp khi được thi đấu tại V.League 1, được tín nhiệm trao băng đội trưởng và được triệu tập lên đội tuyển quốc gia dưới thời huấn luyện viên Park Hang-seo. Cuối năm 2022, Tô Văn Vũ bất ngờ chia tay Becamex Bình Dương sau 6 năm gắn bó. Trong màu áo đội bóng "đất Thủ", anh ra sân tổng cộng 106 trận và ghi được 8 bàn thắng tại V.League 1.
Ngày 4 tháng 1 năm 2023, câu lạc bộ Công an Hà Nội chính thức thông báo rằng họ đã chiêu mộ thành công Tô Văn Vũ. 
Ngày 9 tháng 10, câu lạc bộ Thép Xanh Nam Định chính thức thông báo rằng họ đã ký hợp đồng thành công với Tô Văn Vũ trong 3 mùa giải sau giai đoạn 2 V.League 1 2023 thi đấu ở dạng cho mượn. Ngày 9 tháng 10 năm 2023, Tô Văn Vũ ký hợp đồng 3 mùa giải với Thép Xanh Nam Định.

## Thống kê sự nghiệp
Tính đến ngày 08 tháng 12 năm 2024
| Câu lạc bộ         | Mùa giải       | Giải vô địch   | Giải vô địch | Giải vô địch | Cúp Quốc gia | Cúp Quốc gia | Châu Á | Châu Á | Khác | Khác | Tổng cộng | Tổng cộng |
| Câu lạc bộ         | Mùa giải       | Hạng           | Trận         | Bàn          | Trận         | Bàn          | Trận   | Bàn    | Trận | Bàn  | Trận      | Bàn       |
| ------------------ | -------------- | -------------- | ------------ | ------------ | ------------ | ------------ | ------ | ------ | ---- | ---- | --------- | --------- |
| Đồng Nai           | 2016           | V.League 2     | 16           | 2            | 1            | 0            | —      | —      | 1[a] | 0    | 18        | 2         |
| Becamex Bình Dương | 2017           | V.League 1     | 14           | 1            | 7            | 3            | —      | —      | —    | —    | 21        | 4         |
| Becamex Bình Dương | 2018           | V.League 1     | 21           | 1            | 6            | 3            | —      | —      | —    | —    | 27        | 4         |
| Becamex Bình Dương | 2019           | V.League 1     | 22           | 1            | 3            | 0            | 9[b]   | 3      | 1[c] | 0    | 35        | 4         |
| Becamex Bình Dương | 2020           | V.League 1     | 18           | 1            | 2            | 0            | —      | —      | —    | —    | 20        | 1         |
| Becamex Bình Dương | 2021           | V.League 1     | 11           | 2            | 1            | 0            | —      | —      | —    | —    | 12        | 2         |
| Becamex Bình Dương | 2022           | V.League 1     | 20           | 2            | 1            | 0            | —      | —      | —    | —    | 21        | 2         |
| Becamex Bình Dương | Tổng cộng      | Tổng cộng      | 106          | 8            | 20           | 6            | 9      | 3      | 1    | 0    | 136       | 17        |
| Công an Hà Nội     | 2023           | V.League 1     | 10           | 0            | 1            | 0            | —      | —      | —    | —    | 11        | 0         |
| Thép xanh Nam Định | 2023           | V. League 1    | 8            | 1            | 1            | 0            | —      | —      | —    | —    | 9         | 1         |
| Thép xanh Nam Định | 2023-24        | V. League 1    | 22           | 1            | 3            | 0            | —      | —      | —    | —    | 25        | 1         |
| Thép xanh Nam Định | 2024-25        | V. League 1    | 8            | 1            | 0            | 0            | 6[d]   | 1      | 1[c] | 0    | 15        | 2         |
| Thép xanh Nam Định | Tổng cộng      | Tổng cộng      | 38           | 3            | 4            | 0            | 6      | 1      | 1    | 0    | 49        | 4         |
| Tổng sự nghiệp     | Tổng sự nghiệp | Tổng sự nghiệp | 170          | 13           | 26           | 6            | 15     | 4      | 3    | 0    | 214       | 23        |

[a] ra sân tại Play-off lên hạng V League 2016.
[b] ra sân tại AFC Cup 2019.
[c] ra sân tại Siêu cúp Quốc gia.
[d] ra sân tại AFC Champions League Two.

## Danh hiệu
Becamex Bình Dương
- Cúp Quốc gia: 2018
- Siêu cúp bóng đá Việt Nam á quân: 2018

Công An Hà Nội
- V.League 1: 2023

Thép Xanh Nam Định
- V.League 1: 2023–24
- Siêu cúp bóng đá Việt Nam: 2024